# كتائب الشهيد الدكتور ثابت ثابت
كتائب الشهيد الدكتور ثابت ثابت جناح عسكري سابق لحركة التحرير الوطني الفلسطيني "فتح" كان ينشط ما بين 31 ديسمبر 2000 حتى عام 2005، وكان يعتبر أحد المجموعات التابعة لكتائب الأقصى الجناح العسكري لفتح، وقد تأسست كتائب ثابت ثابت في مدينة طولكرم على يد رائد الكرمي كرد على اغتيال ثابت أحمد ثابت مؤسس كتائب شهداء الأقصى في الضفة الغربية.

## التأسيس
تأسست كتائب ثابت ثابت بتاريخ 31 ديسمبر 2000 كردٍ فوري بعد ساعاتٍ من اغتيال أمين سر حركة فتح ومؤسس كتائب شهداء الأقصى في الضفة الغربية (الدكتور ثابت أحمد ثابت).

## أول عملية
كانت أول عملية عندما قتل رائد الكرمي اثنان من المستوطنين اليهود اللذان كانا في مطعم فلافل في طولكرم وهنا كانت بداية كتائب ثابت ثابت.